# A Incoerência dos Filósofos
A Incoerência dos Filósofos (língua árabe: تهافت الفلاسفة Tahāfut al-Falāsifaʰ) é uma das principais obras do teólogo persa Al-Ghazali, da escola Ash'ari de teologia islâmica.
Nesta obra é feita uma crítica à escola de filosofia islâmica clássica de Avicena.
Filósofos muçulmanos como Avicena e Al-Farabi são denunciados neste livro. O texto teve um sucesso apreciável, sendo considerado um marco na ascensão da escola Ash'ari dentro da filosofia islâmica e no discursos teológico.